# Coupe d'Espagne de football 2016-2017
Navigation
Coupe d'Espagne 2015-2016 Coupe d'Espagne 2017-2018
La Coupe d'Espagne de football 2016-2017, ou Coupe du Roi, est la 114e édition de cette compétition.
83 équipes de première, deuxième et troisième division prennent part à la compétition. Les équipes filiales (équipes réserves) ne participent pas. Le vainqueur de la Coupe du Roi se qualifie pour disputer la phase de groupes de la Ligue Europa 2017-2018 et pour la Supercoupe d'Espagne 2017.
La finale a lieu le 27 mai 2017 à Madrid. Le FC Barcelone parvient en finale pour la quatrième fois consécutive alors que ce sera la première finale de son histoire pour le Deportivo Alavés. Barcelone bat 3 à 1 le Deportivo Alavés et remporte la Coupe pour la troisième fois consécutive.

## Équipes qualifiées
Sont qualifiées pour la Coupe du Roi 2016-2017 :
- les vingt équipes de Première division ;
- les vingt-deux équipes de Segunda División A ;
- vingt-cinq équipes de Segunda División B. Ce sont les cinq premiers de chacun des quatre groupes qui composent la Segunda División B, plus les cinq équipes avec le plus de points à la fin de la saison précédente, qui participent à la Coupe du Roi ;
- dix-huit équipes de Tercera División. Ce sont les champions 2016 de chacun des 18 groupes qui composent la Tercera División qui participent à la Coupe du Roi.

## Résultats

### 1ertour
| Club                   | Résultat        | Club                      |
| ---------------------- | --------------- | ------------------------- |
| Andorra CF             | 0 - 5           | Hércules de Alicante CF   |
| Caudal Deportivo       | 2 - 1           | Burgos CF                 |
| CA Cirbonero           | 0 - 0 6 - 5 tab | SD Ponferradina           |
| SD Amorebieta          | 2 - 1           | UD Socuéllamos            |
| Atlético Saguntino     | 1 - 1 3 - 4 tab | SD Formentera             |
| Sestao River           | 4 - 2           | UD Villa de Santa Brígida |
| CD Boiro               | 1 - 3           | CD Guijuelo               |
| CD Laredo              | 2 - 3           | Cultural Leonesa          |
| CD Calahorra           | 0 - 0 3 - 1 tab | UD Logroñés               |
| Barakaldo CF           | 4 - 0           | Zamudio SD                |
| UE Lleida              | 1 - 0           | AE Prat                   |
| UE Cornellà            | 2 - 1           | S.S. de los Reyes         |
| C.F. Lorca Deportiva   | 1 - 2           | La Hoya Lorca CF          |
| Racing de Ferrol       | 3 - 2           | Zamora CF                 |
| Albacete Balompié      | 2 - 1           | Real Unión Club           |
| Extremadura UD         | 5 - 0           | Atlético Mancha Real      |
| Atlético Sanluqueño CF | 1 - 0           | Real Murcie               |
| CD Toledo              | 2 - 0           | UB Conquense              |

### 2etour
| Club                   | Résultat        | Club                    |
| ---------------------- | --------------- | ----------------------- |
| CD Mirandés            | 2 - 2 3 - 4 tab | Elche CF                |
| CD Lugo                | 1 - 2           | CD Tenerife             |
| UD Almería             | 0 - 2           | Rayo Vallecano          |
| CD Tudelano            | 1 - 0           | Atlético Sanluqueño CF  |
| Albacete Balompié      | 2 - 0           | Arenas Getxo            |
| Caudal Deportivo       | 1 - 0           | UE Lleida               |
| Gimnàstic de Tarragona | 1 - 0           | CD Numancia             |
| SD Formentera          | 2 - 2 9 - 8 tab | La Hoya Lorca CF        |
| Cadix CF               | 1 - 1 3 - 2 tab | Levante UD              |
| CD Guijuelo            | 1 - 0           | Sestao River            |
| Racing de Ferrol       | 0 - 0 4 - 5 tab | CA Cirbonero            |
| CD Toledo              | 4 - 0           | CD Alcoyano             |
| Cultural Leonesa       | 3 - 1           | CD Calahorra            |
| Barakaldo CF           | 3 - 3 2 - 3 tab | SD Amorebieta           |
| Racing de Santander    | 2 - 1           | UE Llagostera           |
| UE Cornellà            | 3 - 1           | Extremadura UD          |
| Cartagena FC           | 1 - 1 5 - 6 tab | Hércules de Alicante CF |
| Real Saragosse         | 1 - 2           | Real Valladolid         |
| RCD Majorque           | 1 - 0           | Reus Deportiu           |
| SD Huesca              | 1 - 0           | Gérone FC               |
| UCAM Murcia            | 4 - 3           | Real Oviedo             |
| AD Alcorcón            | 1 - 0           | Getafe CF               |

### 3etour
| Club                    | Résultat        | Club                   |
| ----------------------- | --------------- | ---------------------- |
| Elche CF                | 0 - 1           | AD Alcorcón            |
| RCD Majorque            | 1 - 2           | UCAM Murcia            |
| CD Tudelano             | 0 - 0 3 - 4 tab | SD Formentera          |
| Rayo Vallecano          | 1 - 1 4 - 5 tab | Gimnàstic de Tarragona |
| CA Cirbonero            | 1 - 2           | CD Guijuelo            |
| Racing de Santander     | 2 - 0           | SD Amorebieta          |
| Cultural Leonesa        | 2 - 1           | Albacete Balompié      |
| Hércules de Alicante CF | 2 - 1           | UE Cornellà            |
| Cadix CF                | 1 - 2           | Córdoba CF             |
| CD Toledo               | 4 - 1           | Caudal Deportivo       |
| Real Valladolid         | 3 - 1           | CD Tenerife            |

### Seizièmes de finale
| Club                    | Match aller | Total           | Match retour | Club                 |
| ----------------------- | ----------- | --------------- | ------------ | -------------------- |
| Cultural Leonesa        | 1 - 7       | 2 - 13          | 1 - 6        | Real Madrid CF       |
| CD Leganés              | 1 - 3       | 2 - 5           | 1 - 2        | Valence CF           |
| AD Alcorcón             | 1 - 1       | 2 - 2 4 - 3 tab | 1 - 1        | Espanyol Barcelone   |
| Sporting Gijón          | 1 - 2       | 2 - 5           | 1 - 3        | SD Eibar             |
| Betis Séville           | 1 - 0       | 2 - 3           | 1 - 3        | Deportivo La Corogne |
| SD Formentera           | 1 - 5       | 2 - 14          | 1 - 9        | Séville FC           |
| CD Toledo               | 0 - 3       | 1 - 4           | 1 - 1        | Villareal CF         |
| Córdoba CF              | 2 - 0       | 6 - 3           | 4 - 3        | Málaga CF            |
| CD Guijuelo             | 0 - 6       | 1 - 10          | 1 - 4        | Atlético Madrid      |
| Grenade CF              | 1 - 0       | 1 - 2           | 0 - 2        | CA Osasuna           |
| UCAM Murcia             | 0 - 1       | 0 - 2           | 0 - 1        | Celta Vigo           |
| Hércules de Alicante CF | 1 - 1       | 1 - 8           | 0 - 7        | FC Barcelone         |
| Real Valladolid         | 1 - 3       | 2 - 4           | 1 - 1        | Real Sociedad        |
| SD Huesca               | 2 - 2       | 3 - 4           | 1 - 2        | UD Las Palmas        |
| Gimnàstic de Tarragona  | 0 - 3       | 0 - 6           | 0 - 3        | Deportivo Alavés     |
| Racing de Santander     | 1 - 2       | 1 - 5           | 0 - 3        | Athletic Bilbao      |

### Huitièmes de finale
| Club                 | Match aller | Total   | Match retour | Club             |
| -------------------- | ----------- | ------- | ------------ | ---------------- |
| UD Las Palmas        | 0 - 2       | 3 - 4   | 3 - 2        | Atlético Madrid  |
| AD Alcorcón          | 0 - 0       | 2 - 1   | 2 - 1        | Córdoba CF       |
| Athletic Bilbao      | 2 - 1       | 3 - 4   | 1 - 3        | FC Barcelone     |
| Real Madrid CF       | 3 - 0       | 6 - 3   | 3 - 3        | Séville FC       |
| Real Sociedad        | 3 - 1       | 4 - 2   | 1 - 1        | Villareal CF     |
| Deportivo La Corogne | 2 - 2       | 3 - 3 E | 1 - 1        | Deportivo Alavés |
| Valence CF           | 1 - 4       | 2 - 6   | 1 - 2        | Celta Vigo       |
| CA Osasuna           | 0 - 3       | 0 - 3   | 0 - 0        | SD Eibar         |

### Quarts de finale
| Club            | Match aller | Total | Match retour | Club             |
| --------------- | ----------- | ----- | ------------ | ---------------- |
| Real Sociedad   | 0 - 1       | 2 - 6 | 2 - 5        | FC Barcelone     |
| AD Alcorcón     | 0 - 2       | 0 - 2 | 0 - 0        | Deportivo Alavés |
| Atlético Madrid | 3 - 0       | 5 - 2 | 2 - 2        | SD Eibar         |
| Real Madrid CF  | 1 - 2       | 3 - 4 | 2 - 2        | Celta Vigo       |

### Demi-finales
| Club            | Match aller | Total | Match retour | Club             |
| --------------- | ----------- | ----- | ------------ | ---------------- |
| Celta Vigo      | 0 - 0       | 0 - 1 | 0 - 1        | Deportivo Alavés |
| Atlético Madrid | 1 - 2       | 2 - 3 | 1 - 1        | FC Barcelone     |

### Finale
| Finale            | FC Barcelone                           | 3 - 1   | Deportivo Alavés | Stade Vicente Calderón, Madrid                     |                                                    |
| 27 mai 2017 21h30 | Messi 30e · Neymar 45e · Alcácer 45+3e | (3 - 1) | 33e Hernandez    | Spectateurs : 45 000 Arbitrage : Carlos Clos Gómez | Spectateurs : 45 000 Arbitrage : Carlos Clos Gómez |
| 27 mai 2017 21h30 | Rapport                                |         |                  | Spectateurs : 45 000 Arbitrage : Carlos Clos Gómez | Spectateurs : 45 000 Arbitrage : Carlos Clos Gómez |